# Tetrataenium lallii
Tetrataenium lallii är en växtart i släktet Tetrataenium och familjen flockblommiga växter.
Arten förekommer i Nepal och i Sikkim. Den beskrevs först som Heracleum lallii av Cecil Norman 1929, och fick sitt nu gällande namn av Ann Marie Cauwet, Jacques Carbonnier och Michel A. Farille 1982.